# Cromínia
Cromínia är en kommun i Brasilien.   Den ligger i delstaten Goiás, i den sydöstra delen av landet, 220 km sydväst om huvudstaden Brasília. Antalet invånare är 3 555.
Omgivningarna runt Cromínia är huvudsakligen savann. Runt Cromínia är det glesbefolkat, med 10 invånare per kvadratkilometer.